# لا مويات (مترو باريس)
لا مويات (بالفرنسية: La Muette)‏ هي محطة مترو تابعة لمترو باريس تقع في فرنسا في الدائرة السادسة عشرة في باريس.[بحاجة لمصدر]